# راندي غرايمز
راندي غرايمز (بالإنجليزية: Randy Grimes)‏ هو لاعب كرة قدم أمريكية أمريكي، ولد في 20 يوليو 1960 في تايلر في الولايات المتحدة.